# 대항력
대항력(對抗力)은 임차인이 제3자에게 자신의 임대차관계를 주장할 수 있는 권리를 말한다. 이는 부동산의 소유주가 바뀔 때 세입자를 아무 보상 없이 쫓아낼 수 있는가에 대한 문제로, 세입자가 가장 신경써야 하는 문제임과 동시에 부동산 경매에서 가장 많이 쓰이는 법률용어 중의 하나이다.

## 사례
예를 들어 A가 소유한 아파트에 B가 전세를 살고 있는데, A가 빚을 갚지 못하여 아파트가 경매로 팔려 나가게 되었다고 하자. B의 전입 신고가 말소기준권리(저당, 근저당, 가압류 등)보다 빠르고 배당 요구를 하지 않았다면, 그는 대항력이 있는 임차인이 된다. 배당 요구를 안했으므로 남은 기간 살다가 낙찰자에게 보증금(전세금)을 받고 나간다는 소리이기 때문이다. 반면 말소기준권리보다 전입 신고가 늦으면 대항력이 "없는" 임차인으로, 이 경우는 아파트의 새 주인이 전세보증금을 주지 않고 쫓아내도 법적인 문제가 없다.

## 말소기준권리
즉 세입자 및 부동산 경매의 낙찰자가 가장 신경써야 하는 것은 전입 신고가 근저당, 저당, 가압류, 압류 등보다 빠른가(대항력 있는 임차인), 늦는가(대항력 없는 임차인)를 잘 구분하는 일이다. 이 경우 (근)저당, (가)압류 등을 말소기준권리라고 한다.

## 주의점
세입자의 경우 가장 중요한 것은 말소기준권리가 발생하기 이전에 전입과 확정일자를 받는 것이다. 주의할 점은 확정일자는 그 즉시 받은 것으로 처리되나, 전입신고를 하면 그날 자정에 전입하는 것으로 처리된다는 점이다.
예를 들어 전세를 드는 사람이 전입 신고를 오후 2시에 했는데 주인이 오후 3시에 융자를 받으면, 전입은 그날 자정에서야 이루어지기 때문에 빚을 진 이후에 전입하는 셈이 된다. 즉 말소기준권리는 15:00시에 생겨나나, 전입은 24:00시 즉 더 늦게서야 한 것으로 처리되므로, 나중에 만일 집이 압류되면 세입자는 쫓겨나게 된다.
따라서 세입자의 입장에서 보증금을 보전하는 가장 좋은 방법은 잔금을 치르기 전날 전입신고를 하고, 그 다음날 등기부등본을 확인하여 저당권 등 진행 중인 등기가 없을 경우 잔금을 치르면 된다. 세입자의 대항력은 확정일자, 전입신고, 실제 거주 세가지 조건에서 생겨나므로 전입신고를 하루 일찍 하는 것이 주인의 권리를 침해하는 일은 없다. 어차피 전입신고 다음날 잔금을 안치러서 실제 거주를 하지 못하게 되면 대항력은 없는 것이기 때문이다. 이는 세입자의 보증금을 보호하는 간단하면서도 효과적인 방법이지만, 실제 전세 계약시에는 잘 이루어지지 않는 것이 현실이다.

## 참고 문헌
1. ↑  daum 팁 (경매) 대항력이 있는 임차인과 대항력이 없는 임차인의 구분 2010.11.10
2. ↑  이사 전날 전입신고하면 유리, 김성룡 박사의 법과 부동산 52 - 주택임대차, 전문건설신문 2013년 9월 9일

## 같이 보기
- 말소기준권리